# Sajania monstrosa
Sajania monstrosa är en flockblommig växtart som först beskrevs av Carl Ludwig von Willdenow och Spreng., och fick sitt nu gällande namn av Pimenov. Sajania monstrosa är enda arten i släktet Sajania som tillhör familjen flockblommiga växter. Utöver nominatformen finns också underarten S. m. laciniata.